# Jensen C-V8
Jensen C-V8 — спортивний автомобіль, що виготовлявся компанією Jensen Motors у 1962—1966 рр.

## Опис

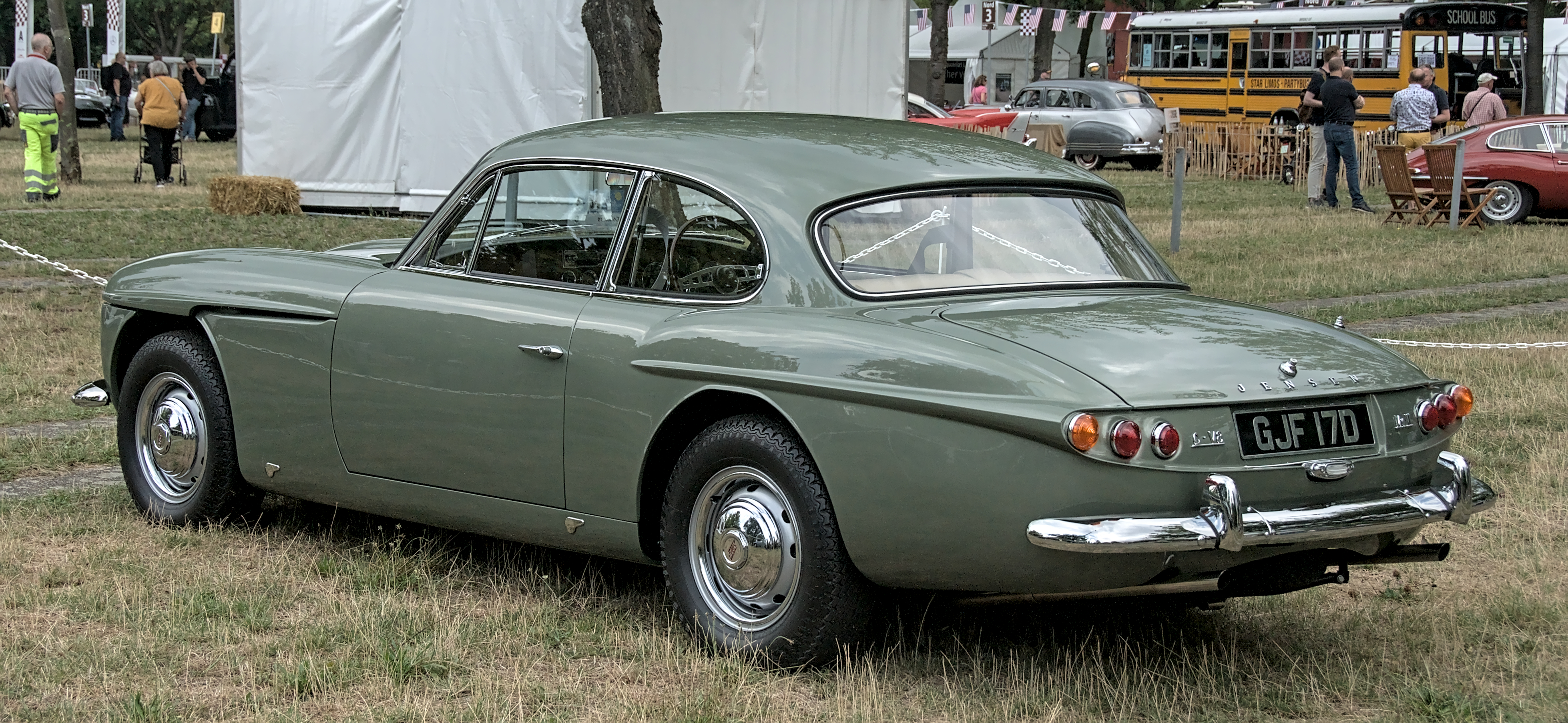
Jensen C-V8

Виробництво Jensen C-V8 розпочалось у жовтні 1962 р. Аналогічно до попередника нова модель мала склопластиковий кузов та панелі дверей з алюмінієвого сплаву.
Автомобіль комплектувався двигунами Chrysler: спочатку з робочим об'ємом 5,9 л, а з 1964 р. — 6,3 л. На більшість встановлювалась 3-ступенева автоматична коробка передач Torqueflite. Однак сім автомобілів «2 покоління» (Mk II) та 2 автомобілі «третього» (Mk III) мали 6-літровий двигун і механічну 4-ступеневу коробку передач. Хоч і більшість C-V8 мали праве розміщення керма, 10 екземплярів були з лівим.
Був одним з найшвидших серійних 4-місних автомобілів свого часу. Mk II розвивав швидкість у 136 миль/год (219 км/год), долав четверть милі (близько 400 м) за 14,6 с, розганявся від 0 до 60 миль (97 км/год) за 6,7 с. За розгоном до 60 миль/год став одним з найшвидших автомобілів у світі, залишаючи позаду Lamborghini Miura, Aston Martin DB5 та Jaguar XK-E.
Вдосконалений Mk II («друге покоління») з'явився у жовтні 1963 р. Окрім незначних візуальних змін автомобіль мав електронно керовані задні амортизатори Armstrong Selectaride. Останні зміни були виконані у червні 1965 р. на Mk III. Автомобіль став незначно коротшим, отримав інше лобове скло, фари однакового розміру без хромованих ободів, вдосконалену вентиляцію салону, дошку приладів з дерев'яного шпону, «ікла» на бамперах, двоконтурний гальмівний привід.
Завод виготовляв два автомобілі з відкритими кузовами: кабріолет та брогам (дах відсутній тільки над передніми сидіннями). Брогам 1963 р. описаний у статті Пола Волтона у червні 2008 р. у італійському журналі Ruoteclassiche, присвяченому класичним автомобілям.
Передня частина C-V8 мала характерні закриті фари, подібні до Ferrari 275 GTB та Jaguar 3.8 E-type. Однак вважалось, що така конструкція погіршує ефективність фар, тому від скла, що їх накривало на серійних автомобілях вирішили відмовитись. Проте таке рішення є неоднозначним, і зараз власники автомобілів намагаються відновити вигляд автомобіля створеного дизайнером Еріком Нілом (Eric Neale). Виробництво припинилось у 1966 р., коли було виготовлено 500 авт. Склопластиковий кузов, трубчаста просторова рама забезпечували порівняно високу пасивну безпеку автомобіля.
Jensen C-V8 нечасто брав участь у змаганнях. Однак у 1965 р. Mk III взяв участь у 4-годинній гонці на трасі Снеттертон, а серед команди гонщиків був Рой Сальвадорі (Roy Salvadori). Зовсім недавно, на ралі Tarmac Jensen C-V8 став одним з найбільш нагороджуваних автомобілів, отримавши 120 трофеїв серед яких багаторазові перемоги та призові місця на Targa Tasmania, Classic Adelaide and Targa High Country та кількох серіях чемпіонатів.
Один прототип C-V8 FF мав повний привод та антиблокувальну систему гальм. Встановлення цих систем було потрібне для створення Jensen FF — першого автомобіля з повним приводом призначеного не для руху по бездоріжжю.
C-V8 Mk II знявся у британському телесеріалі The Baron у 1965—1966 р. Відомими власниками автомобіля були Шон Конері, відомий за роллю Джеймса Бонда (номер AUW 70B), співачка Сюзен Мауген, гітарист рок гурту «Слейд» Дейв Хіл (номер YOB 1) та політик сер Грег Найт — великий шанувальник класичних автомобілів.
Також CV-8 знявся у серіалі London Spy від ВВС у 2015 р. Ним керував персонаж Скотті. Один також з'явився у 5 серії 4 сезону британської комедії Minder. Ним керував Джиммі Нейл, й автомобіль мав номер 324 PE.
У 2015 р. Jensen CV-8 Mk II стали вдосконалювати задля участі у швидкісному рекорді у 2018 р.